# Billaea rhigiaeformis
Billaea rhigiaeformis là một loài ruồi trong họ Tachinidae.